# جائزة الأرجنتين الكبرى 1997
جائزة الأرجنتين الكبرى 1997 هو سباق فورمولا 1 أقيم بتاريخ 13 أبريل 1997 في بوينس آيرس، الأرجنتين. كان الثالث من أصل 17 في بطولة العالم لسباقات الفورمولا واحد موسم 1997. حلّ الكندي جاك فيلنوف أولا بينما جاء البريطاني إدي إيرفين في المركز الثاني وحصل على المركز الثالث الألماني رالف شوماخر.